# Кугельмугель
Кугельмугель або Республіка Кугельмугель (нім. Kugelmugel, Die Republik Kugelmugel, від ньому. Kugel — м'яч, сфера і від австр. Mugel — шишка) — віртуальна мікродержава, заснована художником Едвіном Ліпбургером, що складається з однієї будівлі та одного громадянина. В даний час будова знаходиться у віденському парку Пратер.

## Історія

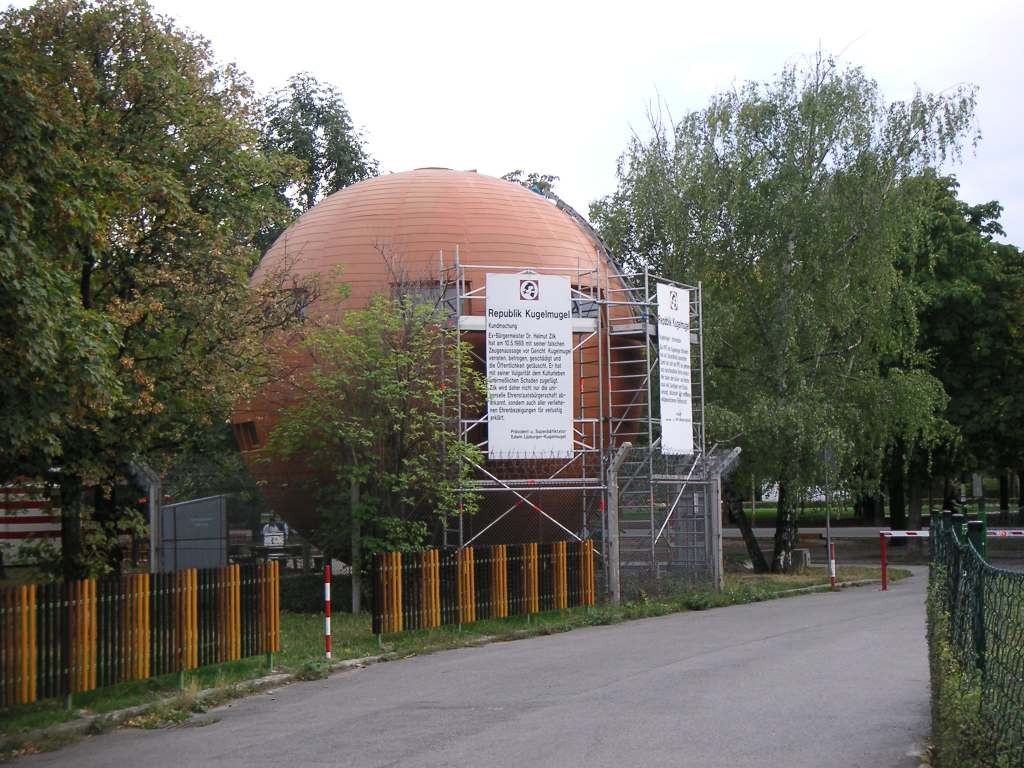
Кугельмугель в парку Пратер

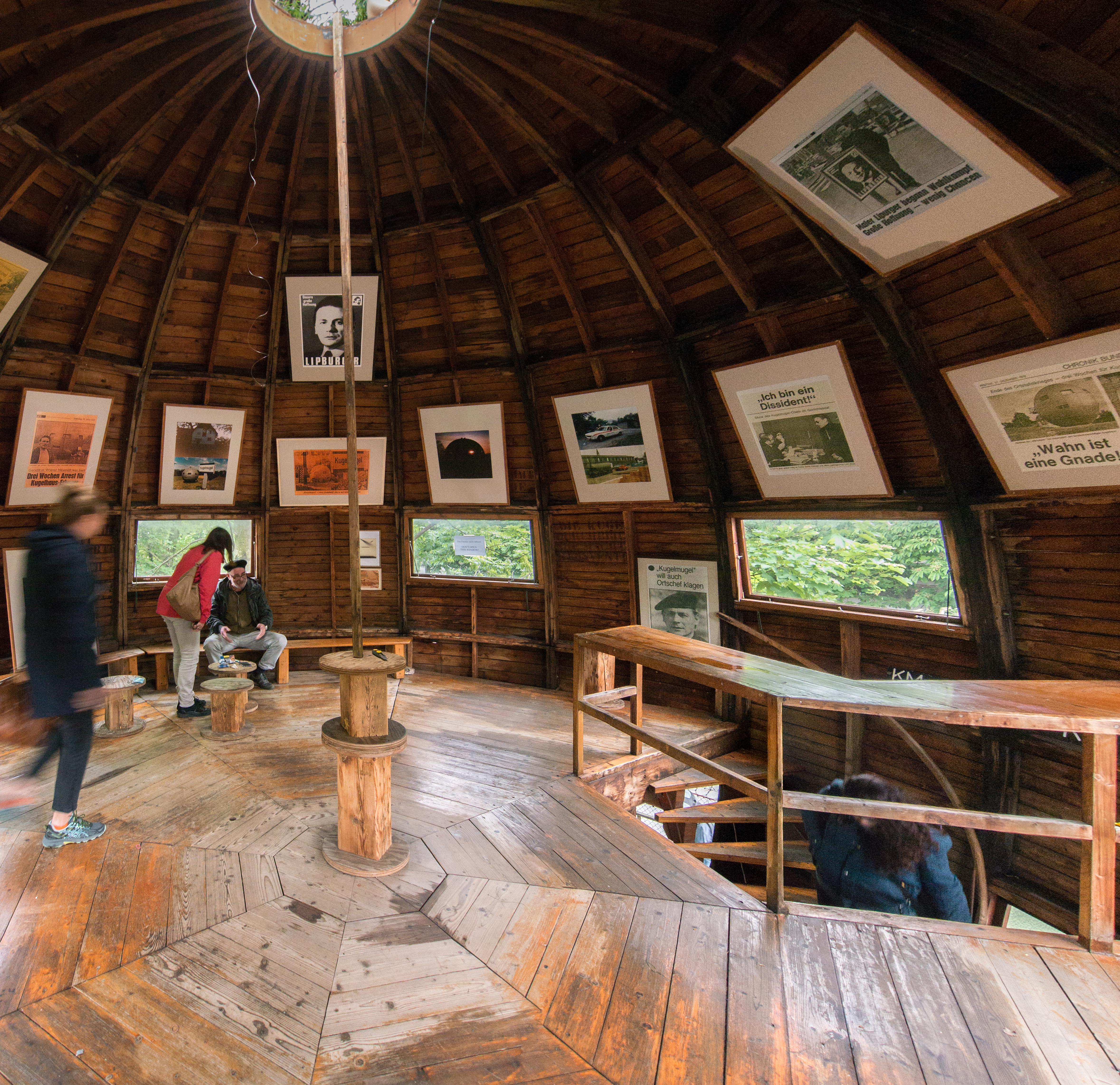
Всередині Кугельмугеля

У 1964 році австрійський художник Едвін Ліпбургер задумав побудувати сферичну студію розміром 7,68 м у діаметрі за самостійно розробленим проєктом на землі Форарльберг, що належала федеральній владі Австрії. Він працював шість років над ідеєю Kugelhaus і планував назвати будівлю «Сфера 2000» (нім. Sphaera), перш ніж вона була реалізована в 1971 році. Сферу допомагав будувати його син Ніколаус на фермерській ділянці Катцельсдорф у Нижній Австрії, за кілька кілометрів від міста Вінер-Нойштадт. Як будівельний матеріал використовувалися дерев'яні елементи, обшиті цинковими листами, що захищали будівлю від негоди.
Оскільки художник збудував сферичну будівлю без дозволу на будівництво, виникла юридична суперечка із землею Нижня Австрія, будівельний регламент якої забороняв зведення житлових сферичних будинків. На знак протесту Ліпбургер оголосив у 1976 році, що Kugelhaus — це його власне місто під назвою "Kugelmugel ", і призначив себе мером. За допомогою цієї дії митець хотів показати абсурдність та свавілля офіційних актів. Муніципалітет Кугельмугеля включав одну будівлю, бар'єр з охороною, власні міські знаки і поштові марки.
Згодом, через загострення суперечки з офіційною владою, місто Кугельмугель було перетворено його засновником на федеральну державу, яку трохи пізніше Ліпбургер оголосив республікою Кугельмугель, також він відмовився сплачувати податки. Протест Ліпбургера проти офіційного насильства з боку держави призвів до того, що художника звинуватили у довільній установці місцевих вуличних знаків, несплаті податків і після кількох судових процесів засудили до ув'язнення в 1979 році.
Ліпбургер провів у в'язниці 10 тижнів, доки не був помилований федеральним президентом Кірхшлегером. Правова суперечка між Ліпбургером та офіційною владою стала сенсацією і вийшла далеко за межі австрійських ЗМІ, викликавши суперечки та дискусії про те, як австрійська держава поводиться зі свободою художників. У той же час засудження Ліпбургера зустріло співчуття у значної частини австрійського населення. В приклад наводилися помилування сексуальних злочинців, тоді як Ліпбургера було покарано за його художній проєкт.
На початку 1980-х років Сфера 2000 року була розібрана, що призвело до ідеї перемістити її в іншу частину Австрії. На початку переговорів для переселення було обрано сусідній муніципалітет Нойдерфль у Бургенланді, але перенесення не було реалізоване через юридичні труднощі. Ще одну пропозицію про переміщення спірної будівлі зробив колишній мер Відня та міський радник з культури Гельмут Зілк, і пропозиція була прийнята. «Республіка Кугельмугель» мала бути перевезена у Відень і віддана там у власність Ліпбургеру. Всупереч домовленостям Ліпбургера з Цилком в 1982 році, місце знайшлося у великому громадському парку Пратер, до того ж художник отримав «Республіку» не у власність, а в суборенду, оскільки її вже здали в оренду місту Відню. Коли 128 дерев'яних елементів було розібрано та зібрано на новому місці, виявилося, що у Сфері не було ні водопроводу, ні каналізації, ні електрики, що робило використання будівлі практично неможливим. На знак протесту митець обвів периметр ділянки колючим дротом. Все це призвело до постійних юридичних позовів між міською владою Відня та орендарем будівлі, що зрештою привертало увагу громадськості до Сфери та парку Пратер.

## Сучасність
Архітектурній будівлі на початку 2000 років була обіцяна власна ділянка, на якій її мали використовувати як студію та галерею, також вона мала перейти у власність Едвіна Ліпбургера та його сина. Засновник «Республіки Кугельмугель» Едвін Ліпбургер помер у 2015 році, після чого син Ніколаус продовжив справу батька. Віртуальна республіка реєструє нових громадян, які бажають приєднатися до проєкту, але паспорти їм не видаються. Весною 2016 року було проведено симпозіум, на якому обговорювалося художнє використання громадського простору. Було прийнято рішення відкрити будівлю для художніх виставок, які відбулися у квітні того ж року. В даний час на базі Республіки Кугельмугель та за підтримки Федеральної канцелярії Австрії створено проєкт, в рамках якого відбуваються фестивалі, виставки та інші мистецькі заходи. На даний момент Кугельмугель через свою унікальність є туристичною пам'яткою Відня, який за плату відвідує багато туристів.